# Амані Діорі
Амані Діорі (6 червня 1916 , Судереd і Boboye Departmentd, Регіон Досо  — 23 квітня 1989 , Рабат )  — політичний і державний діяч Нігера, перший президент країни.

## Життєпис
Народився 6 червня 1916 р. в передмісті м. Ніамей — Сундурі в сім'ї дрібного чиновника колоніальної адміністрації. За етнічною приналежністю — джерма. За освітою і професією — педагог. У 1938—1939 викладав мови хауса і джерма в Національній школі заморських територій Франції в Парижі. Один із засновників генеральний секретар Нігерської прогресивної партії (НПП) з 1946. У 1946—1951 і 1956—1959 — депутат Національних зборів Франції. В 1958—1960 рр. прем'єр-міністр автономного Нігеру. Після проголошення незалежності країни в 1960 р. — президент Нігеру і голова уряду. У квітні 1974 р. повалений в результаті перевороту. Після цього перебував у в'язниці. У 1987 р. висланий з Нігеру в Марокко, де й помер 23 квітня 1989 р.